# Joseph Lumbard
Joseph E. B. Lumbard (* 1969) ist ein US-amerikanischer Islamwissenschaftler.
Lumbard studierte an der George Washington University (B.A. und M.A.) und der Yale University, an der er promoviert wurde. Er lehrt an der Brandeis University in Massachusetts.
Er ist einer der Fellows des  Königlichen Aal al-Bayt Instituts für islamisches Denken (Royal Aal Al-Bayt Institute for Islamic Thought).
Lumbard ist einer der Herausgeber des im Jahre 2015 erschienenen HarperCollins Study Quran.
Er war einer der 138 Unterzeichner des offenen Briefes Ein gemeinsames Wort zwischen Uns und Euch (engl. A Common Word Between Us & You), den Persönlichkeiten des Islam an „Führer christlicher Kirchen überall“ (engl. "Leaders of Christian Churches, everywhere …") sandten (13. Oktober 2007).

## Schriften (Auswahl)
- Submission, Faith and Beauty, The Religion of Islam
- (Hrsg.) Islam, Fundamentalism, and the Betrayal of Tradition (World Wisdom, 2009)
- (Mithrsg.) HarperCollins Study Quran